# ماساتو یوزاوا
ماساتو یوزاوا (انگلیسی: Masato Yuzawa؛ زادهٔ ۱۰ اکتبر ۱۹۹۳) بازیکن فوتبال اهل ژاپن است.
از باشگاه‌هایی که در آن بازی کرده‌است می‌توان به باشگاه فوتبال کاشیوا ریسول اشاره کرد.